# Dicranomyia aspropoda
Dicranomyia aspropoda är en tvåvingeart som först beskrevs av Alexander 1965.  Dicranomyia aspropoda ingår i släktet Dicranomyia och familjen småharkrankar. Inga underarter finns listade i Catalogue of Life.